# AlphaEvolve
AlphaEvolve es un sistema de inteligencia artificial que integra modelos de lenguaje con técnicas evolutivas para generar y optimizar algoritmos de manera automatizada. Está diseñado para resolver problemas técnicos cuya solución puede evaluarse mediante funciones de puntuación definidas por el usuario, en áreas como matemáticas, programación y diseño de hardware.

## Desarrollo y características
Fue desarrollado con el propósito de abordar tareas en las que los resultados pueden validarse automáticamente a través de pruebas lógicas o funciones objetivo-cuantificables. El sistema combina generación de soluciones mediante modelos de lenguaje con un proceso iterativo de evaluación y selección basado en algoritmos evolutivos. Este enfoque permite explorar múltiples soluciones candidatas, evaluarlas y refinar aquellas con mejores resultados en ciclos sucesivos.

## Funcionamiento
El sistema parte de una entrada inicial —como un programa, fórmula o diseño técnico— y una función de evaluación definida por el usuario. A partir de esta información, genera variantes que son evaluadas automáticamente. Las soluciones con mejor rendimiento son seleccionadas para nuevas iteraciones. El proceso involucra mutación, puntuación y evolución dentro de un marco automatizado.

## Aplicaciones
Ha sido aplicado en distintos contextos técnicos, entre ellos:
- Optimización de centros de datos: Ha generado heurísticas de programación para el sistema Borg, incrementando en promedio un 0.7 % la utilización de recursos en centros de datos.
- Diseño de hardware: Propuso optimizaciones para circuitos de procesamiento (TPU), con mejoras del 23 % en operaciones de multiplicación de matrices y reducciones del 32.5 % en tiempos de ejecución de modelos Transformer sobre GPU.
- Investigación matemática: Contribuyó con mejoras en 14 pruebas de eficiencia para la multiplicación de matrices y avances en más del 20 % de un conjunto de más de 50 problemas matemáticos abiertos evaluados.

## Comparación con desarrollos previos
A diferencia de AlphaTensor —enfocado en la optimización de algoritmos de multiplicación de matrices—, AlphaEvolve está diseñado como un sistema generalista. Puede aplicarse a cualquier problema que pueda representarse computacionalmente y evaluarse mediante funciones automáticas, incluyendo estructuras combinatorias, límites matemáticos, heurísticas de búsqueda y código de bajo nivel.